# Eduardo Antônio Machado Teixeira
Eduardo Antônio Machado Teixeira, genannt Eduardo (* 7. Juni 1993 in Fortaleza), ist ein brasilianischer Fußballspieler. Der Rechtsfuß läuft vorwiegend im linken Mittelfeld auf.

## Karriere
Eduardo begann seine Laufbahn bei Fortaleza EC. 2011 schaffte er hier den Sprung in den Profikader. Am 17. März 2011 bestritt er beim Copa do Brasil sein erstes Spiel als Profi. Gegen den CR Flamengo wurde er in der 79. Minute eingewechselt. Es blieb sein einziges Profispiel für den Klub, im Ligabetrieb kam er nicht zum Zuge. 2012 wechselte der Spieler zum Fluminense FC. In der Meistersaison von Fluminense 2012 saß er am 2. Dezember im Spiel gegen den CR Vasco da Gama nur auf der Bank. Zu seinem ersten Erstligaeinsatz kam er dann in der Série A 2013. Zu den Spielzeiten 2014 und 2015 wurde Eduardo an Série B Klubs ausgeliehen. Für die Série A 2016 war er zunächst an América Mineiro ausgeliehen. Im August des Jahres ging Eduardo auf Leihbasis nach Portugal zum GD Estoril Praia. Im Jahr darauf wurde er fest von Estoril übernommen.
Am 17. Mai 2018 gab Sporting Braga bekannt, Eduardo verpflichtet zu haben. Der Kontrakt erhielt eine Laufzeit über fünf Jahre bis Ende Juni 2023. Sein erstes Pflichtspiel für Sporting bestritt Eduardo in der Primeira Liga am 12. August 2018, dem ersten Spieltag der Saison 2018/19, gegen Nacional Funchal. In dem Spiel stand er in der Startelf. In der Saison kam er auf zehn torlose Einsätze (6 in der Primeira Liga, 2 im Taça da Liga, 2 im Taça de Portugal). Im Anschluss wurde er im Juli 2019 an den Xanthi FC nach Griechenland ausgeliehen. Das erste Spiel für Xanthi bestritt Eduardo am zweiten Spieltag der Super League Saison 2019/20. Im Auswärtsspiel gegen Panetolikos am 31. August 2019 wurde er in der 68. Minute für Vincenzo Rennella eingewechselt. In der 72. Minute erzielte er auch mit dem Ausgleichstreffer zum 1:1 sein erstes Tor für den Klub. Nach Abschluss der Saison kehrte er zu Braga zurück. Nachdem bei dem Klub seit seiner Rückkehr im Juni 2020 zu keinen Einsätzen mehr gekommen war und weiterhin in der sportlichen Planung Rolle gespielt hatte, wurde Ende Dezember 2021 seine nächste Leihstation bekannt. Eduardo ging zurück in seine Heimat zum Náutico Capibaribe. Die Leihe wurde befristet bis zum Juni 2022 und enthielt eine Option auf Verlängerung bis Jahresende.
Im Juli 2023 wechselte Eduardo ablösefrei nach Armenien zu FC Urartu Jerewan. Zum Jahresanfang 2024 wechselte der Spieler zum Amazonas FC. Seid Beendigung der Staatsmeisterschaft von Amazonas im April ist er ohne neue Anstellung.

## Erfolge
Fluminense
- Primeira Liga do Brasil: 2016

Náutico Capibaribe
- Staatsmeisterschaft von Pernambuco: 2022